# Bitwa pod Aljubarrota
Bitwa pod Aljubarrota – starcie zbrojne pomiędzy wojskami portugalskimi króla Jana I Wielkiego a armią Jana I Kastylijskiego, które miało miejsce 14 sierpnia 1385 r. w pobliżu miejscowości Aljubarrota w dawnej prowincji Estremadura w Portugalii.

## Tło
Podłożem konfliktu były pretensje króla Kastylii do tronu portugalskiego po śmierci króla Portugalii Ferdynanda I. Następcą zmarłego monarchy został Jan I, wcześniej mistrz zakonu Avis. Na wieść o tym król Kastylii Jan I wtargnął na czele swoich wojsk do Portugalii i przez Coimbrę kierował się na Lizbonę. Wojska portugalskie dowodzone przez króla Jana I Wielkiego oraz konstabla królestwa i naczelnego wodza Nuno Alvaresa Pereirę, wyruszyły z Abrantes na spotkanie Kastylijczykom.

## Siły przeciwników
Wojska kastylijskie liczyły 18 000 żołnierzy (6 500 piechoty, 6750 jazdy i 5000 kuszników) i ok. 10 000 zbrojnego pospólstwa, a portugalskie – ok. 7000 (4 000 piechoty, 1700 jazdy, 800 kuszników, 700 łuczników) i ok. 5000 zbrojnego pospólstwa. W oddziałach kastylijskich walczyli rycerze francuscy, a Portugalczyków wspierał oddział kuszników angielskich.

## Przebieg bitwy
Starcie rozpoczęło się po południu i trwało kilka godzin. Kastylijczycy byli znużeni marszem i upałem, a ich dowództwo nieudolne, natomiast Portugalczycy mieli dowódcę, który wybrał do walki znakomitą pozycję na stoku płaskowyżu i osłonił ją przed atakiem jazdy palisadą oraz wilczymi dołami. Pewna siebie kastylijska straż przednia, składająca się z ciężkozbrojnych rycerzy francuskich, uderzyła na pozycję portugalską, wbijając się klinem w jej środek, ale po krótkiej walce została otoczona i zniszczona. Widząc to Jan Kastylijski wprowadził do walki swe główne siły, co spowodowało chwilowy kryzys u Portugalczyków, atakowanych ze wszystkich stron przez przeważającego liczebnie przeciwnika. W decydującym momencie bitwy król Portugalii ze swym strategicznym odwodem liczącym 700 rycerzy uderzył na główne siły wroga, podczas gdy Pereira zaatakował z obydwu flank, zamykając Kastylijczyków w okrążeniu. Oddziały portugalskich zwolenników króla Kastylii, pozostające na zewnątrz pierścienia okrążenia, usiłowały wywalczyć przejście dla sił głównych, lecz zostały odparte. Ostatecznie Kastylijczycy rzucili się do ucieczki ścigani przez Portugalczyków.

## Konsekwencje

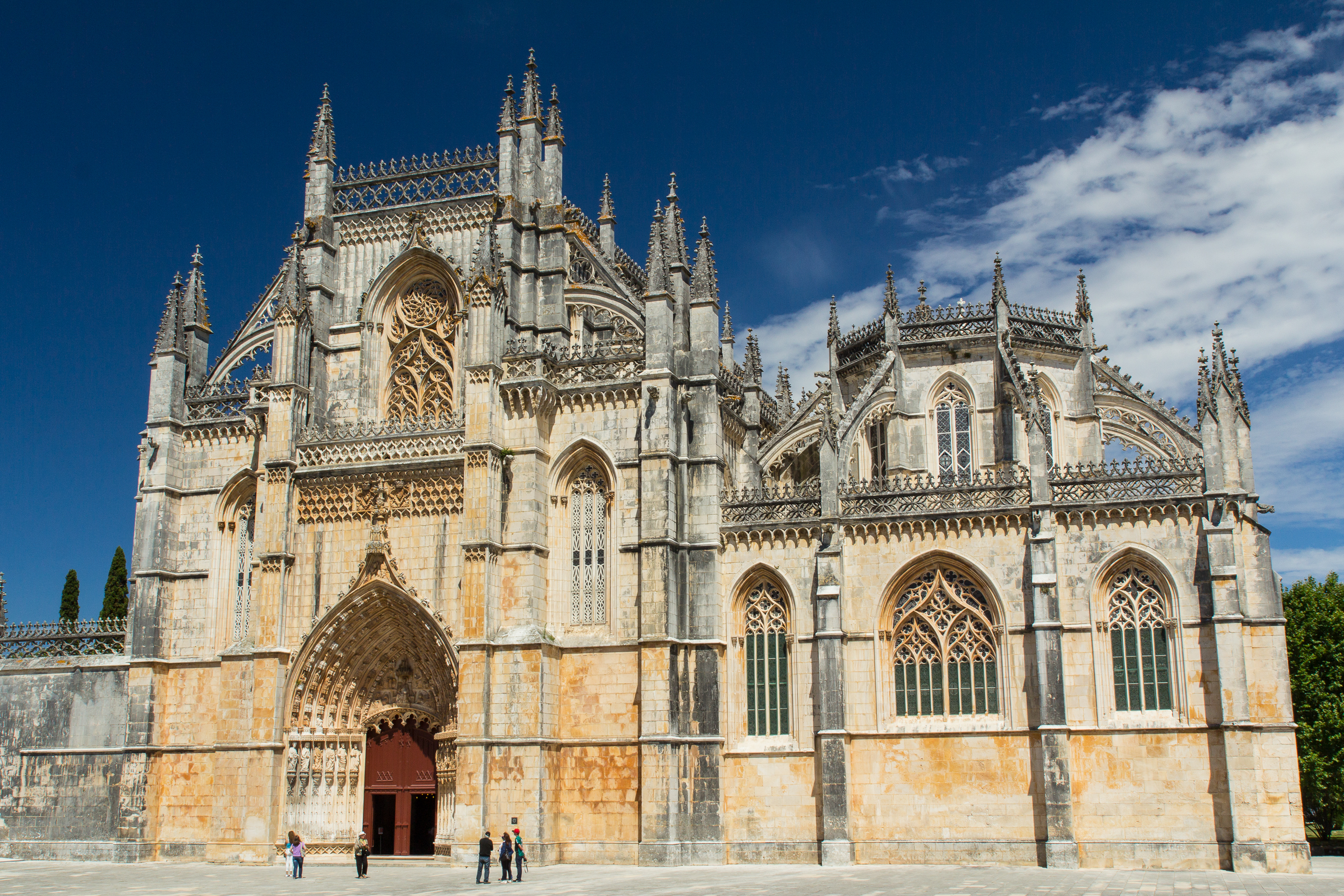
Klasztor w Batalha

Straty Kastylijczyków wyniosły ok. 10000, a Portugalczyków ok. 2000 zabitych i rannych. W podzięce za zwycięstwo, w pobliżu miejsca bitwy decyzją portugalskiego króla Jana I w roku 1388 rozpoczęto wznosić gotycki zespół klasztorny, wokół którego następnie powstało miasto Batalha (port. batalha = bitwa). Dalekosiężnym skutkiem tej bitwy była niepodległość Portugalii przez następne dwa wieki oraz jej nieskrępowana ekspansja w zakresie odkryć geograficznych i podbojów kolonialnych.